# Liste von Musicals
Diese Liste enthält Musicals, die entweder selbst einen Eintrag in der Wikipedia haben oder zumindest deren Urheber einen Eintrag haben. Andere Musicals, die diese Kriterien nicht erfüllen, finden sich auf der Diskussionsseite. Bitte streng alphabetisch sortieren!
Unter der folgenden alphabetischen Liste gibt es eine chronologische Liste der Musicals.
Der Erstgenannte nach dem Musicaltitel ist jeweils der Komponist, der Zweitgenannte der Autor bzw. Liedtexter.

## 0–9 / &
- 1206 – Die Kaiserschlacht von Wassenberg (Torben Beerboom und Michael Bednarek)
- 1648 – Macht. Liebe. Intrige. (Florian Albers, Michael Przewodnik)
- 2 x Madeleine (Hans-Joachim Allihn, Hans-Joachim Preil)
- 20.000 Meilen unter dem Meer (Jan Dvořák)
- 21 Chump Street (Lin manuel miranda)
- 3 Musketiere (Bolland & Bolland)
- 42nd Street (Harry Warren und Michael Stuart, Mark Bramble, Al Dubin)
- 44 Grad im Schatten (Harvey Schmidt, Tom Jones, Nathan Richard Nash), engl. Titel 110 in the Shade
- 50 erste Dates (David Rossmer, Steve Rosen)
- 9 to 5 – Warum eigentlich bringen wir unseren Chef nicht um? (Dolly Parton, Patricia Resnick)
- & Julia (Max Martin, David West Read), engl. Titel & Juliet

## A
- Abby’s Song (Elliot Willensky, Mary Pat Kelly)
- Abenteuerland – Das Musical mit den Hits von Pur (Hartmut Engler / Ingo Reidl, Martin Flohr)
- A Chorus Line (Marvin Hamlisch und Edward Kleban)
- Across the Universe (Filmmusical)
- Aida (Elton John und Tim Rice)
- Aladdin (Alan Menken, Tim Rice)
- Aladdin und die Wunderlampe (Robert Persché, Braunendal)
- Alexandra – Glück und Verhängnis eines Stars (Michael Kunze)
- Alice im Wunderland (diverse Musicalfassungen)
- A Little Night Music (Stephen Sondheim und Hugh Wheeler)
- Alles Liebe, Linda (Cole Porter, Gary William Friedman, Stevie Holland)
- Alma und das Genie (Tom van Hasselt)
- Amelie (Daniel Messé, Nathan Tysen, Craig Lucas)
- American Idiot (Green Day, Billie Joe Armstrong und Michael Mayer)
- Anastasia (Stephen Flaherty, Terrence McNally, Lynn Ahrens)
- Anatevka (Jerry Bock und Joseph Stein, Sheldon Harnick)
- Anna Göldi – das Musical (Robert  D. C. Emery, Moritz Schneider, Mirco Vogelsang)
- Annie (Charles Strouse und Thomas Meehan, Martin Charnin)
- Annie Get Your Gun (Irving Berlin und Herbert Fields, Dorothy Fields)
- Anton (Jan-Willem Fritsch und Gertrud Pigor, Thomas Pigor)
- Anyone Can Whistle (Stephen Sondheim, Stephen Sondheim und Arthur Laurents)
- Anything Goes (Cole Porter und Guy Bolton, P. G. Wodehouse)
- Applause (Charles Strouse, Lee Adams, Betty Comden, Adolph Green)
- Arena (Frank Nimsgern, Aino Laos und Matthias Kaiser)
- Arms and the Girl (Dorothy Fields, Dorothy Fields und Herbert Fields und Rouben Mamoulian)
- Artus – Excalibur (Frank Wildhorn und Robin Lerner)
- Artus – der junge König (Peter Allwood, Joanna Horton, Jeremy James Taylor und Frank Whately)
- Around the World (Cole Porter, Orson Welles)
- Around the World in 80 Days (Gary Barlow und Eliot Kennedy)
- As Thousands Cheer (Irving Berlin, Moss Hart)
- Aspects of Love (Andrew Lloyd Webber und Don Black, Charles Hart)
- Assassins (Stephen Sondheim, John Weidman)
- A Tale of Two Cities (Jill Santoriello und Charles Dickens)
- At Home Abroad (Arthur Schwartz, Howard Dietz)
- A Wonderful World – The Louis Armstrong Musical (Louis Armstrong, Branford Marsalis, Aurin Squire)
- Augustin (Wolfgang Ambros, Thomas Kahry und Christoph Weyers)
- Avenue Q (Robert Lopez, Jeff Marx und Jeff Whitty)

## B
- Babes in Arms (Richard Rodgers, Lorenz Hart, (George Oppenheimer))
- Baby (David Shire und Peter Howard)
- Baby Talk (Thomas Zaufke und Peter Lund)
- Back to the Future (Alan Silvestri, Glen Ballard, Robert Zemeckis, Bob Gale)
- Barbarella (Dave Stewart)
- Bare: Eine Pop-Oper (Damon Intrabartolo, Jon Hartmere)
- Bat Boy (Laurence O’Keefe, Keythe Farley, Brian Flemming)
- BEATS! – Das Musical (Axel Goldbeck, Diane Weigmann, Johannes Maria Schatz)
- Beetlejuice (Eddie Perfect, Scott Brown und Anthony King)
- Bel Ami (Peter Kreuder)
- Berlin, Berlin (Christoph Biermeier)
- Berlin is ja so gross (Harry Ermer, Guntbert Warns)
- Berlin Non Stop (Thomas Zaufke, Thomas Hermanns)
- Best Foot Forward (Hugh Martin, Ralph Blane, John Cecil Holm)
- Bethlehem (Dieter Falk, Michael Kunze (Librettist))
- Bibi Balù von Hans Moeckel, Hans Gmür und Karl Sutter
- Big Money (Thomas Zaufke und Peter Lund)
- Bikini-Skandal (Jochen Frank Schmidt)
- Billy Elliot (Elton John und Lee Hall)
- Black Rider (Tom Waits)
- Black Swan (Dave Malloy, Jen Silverman)
- Blind Date (Sam Verhoeven, Allard Blom)
- Blondel (Stephen Oliver, Tim Rice)
- Blondinen bevorzugt (Jule Styne, Leo Robin, Joseph Fields und Anita Loos)
- Blood Brothers (Willy Russell)
- Blood Red Roses (Marc Berry und Michael Korth)
- Blutiger Honig (Thomas Pigor, Christoph Swoboda, Wolfgang Böhmer)
- Bodyguard (Alexander Dinelaris)
- Bombay Dreams (Andrew Lloyd Webber)
- Bombshell (Marc Shaiman, Scott Wittman)
- Bonifatius – Das Musical (Dennis Martin und Zeno Diegelmann)
- Boop! The Musical (David Foster, Susan Birkenhead, Bob Martin)
- Brandner Kaspar (Christian Auer, Karl-Heinz Hummel)
- Brigadoon (Frederick Loewe und Alan Jay Lerner)
- Bring me Edelweiss (Christian Deiß, Peter Hofbauer, Markus Gull)
- Bucket List (Shlomi Shaban, Yael Ronen)
- Buddy (Alan Janes)
- Bülowstrasse (Konstantin Scherer, Robin Haefs, Wim Treuner, Juri Sternburg)
- Bye Bye Birdie (Charles Strouse)
- By Jeeves (Andrew Lloyd Webber und Alan Ayckbourn)

## C
- Cabaret (John Kander und Fred Ebb, Joe Masteroff)
- Cabin in the Sky (Vernon Duke, John La Touche, Lynn Root)
- Calamity Jane (Sammy Fain, Paul Francis Webster, Ronald Hanmer, Phil Park)
- Call Me Madam (Irving Berlin und Howard Lindsay, Russel Crouse)
- Camelot (Lerner und Loewe)
- Can-Can (Cole Porter und Abe Burrows)
- Candide (Leonard Bernstein)
- Cannibal! The Musical (Trey Parker und Matt Stone)
- Carmen Cubana – A Latin Pop Opera (Martin Gellner, Werner Stranka und Kim Duddy)
- Carmen – Das Musical (Frank Wildhorn)
- Caroline, or Change (Jeanine Tesori, Tony Kushner)
- Carousel (Richard Rodgers und Oscar Hammerstein)
- Catch Me If You Can (Marc Shaiman, Scott Wittman)
- Catharina Dörrien – Ein Leben zwischen Liebe und Krieg (Ingrid Kretz[1], Armin Müller-Arnold, Ulrich Kögel)
- Cats (Andrew Lloyd Webber, T. S. Eliot, Trevor Nunn)
- Chaplin (Roger Anderson, Lee Goldsmith, Ernest Kinoy)
- Chaplin – das Musical (Christopher Curtis, Thomas Meehan)
- Charlie and the Chocolate Factory (Marc Shaiman, Scott Wittman, David Greig)
- Chess (Benny Andersson, Björn Ulvaeus und Tim Rice)
- Chicago (John Kander und Fred Ebb)
- Children of Eden (Stephen Schwartz)
- Cinderella (Richard Rodgers und Oscar Hammerstein)
- Cinderella (Bernd Göke, Martin Holländer, Angelika Bartram)
- Cinderella – Wo drückt der Schuh? (Ephraim Peise, Benjamin Sahler)
- Closer to Heaven (Neil Tennant und Chris Lowe von den Pet Shop Boys)
- Come alive (Benj Pasek, Justin Paul, Jenny Bicks)
- Come from Away (Irene Sankoff, David Hein)
- Company (Stephen Sondheim)
- Crazy for You (George Gershwin, Ira Gershwin, Ken Ludwig)
- Cricket (Andrew Lloyd Webber, Tim Rice)
- Cry-Baby (Adam Schlesinger, David Javerbaum, Mark O'Donnell, Thomas Meehan)
- Currywurst und Caviar (Christopher Kotoucek)
- Cyprienne (Gerhard Jussenhoven, Curth Flatow)
- Cyrano de Bergerac (Marc Schubring, Wolfgang Adenberg)

## D
- Daddy Cool – The Musical (Frank Farian)
- Damn Yankees (Richard Adler und Jerry Ross)
- Dance of the Vampires (Tanz der Vampire) (Jim Steinman, Michael Kunze und David Ives)
- Das Dschungelbuch (Robert Persché)
- Das Dschungelbuch (Paul Graham Brown, Birgit Simmler)
- Die Eiskönigin (Kirsten Anderson-Lopez und Robert Lopez)
- Das Feuerwerk (Paul Burkhard und Erik Charell, Jürg Amstein und Robert Gilbert)
- Das Fräulein Wunder (Stefan Hiller, Murat Yeginer)
- Das Gespenst von Canterville (Robert Persché)
- Das kunstseidene Mädchen (Rainer Bielfeldt, Carsten Golbeck)
- Das Licht auf der Piazza / The Light in the Piazza (Adam Guettel, Craig Lucas)
- Das Orangenmädchen (Martin Lingnau, Christian Gundlach und Edith Jeske)
- Das Mädchen Rosemarie (Dirk Witthuhn)
- Das Phantom der Oper (verschiedene Versionen)
- Das Phantom der Oper (Andrew Lloyd Webber und Richard Stilgoe)
- Das Wunder der Schöpfung (Kevin Schroeder)
- Das Wunder von Bern (Martin Lingnau und Gil Mehmert)
- Das Wunder von Neukölln (Peter Lund und Wolfgang Böhmer)
- Dear Evan Hansen (Benj Pasek und Justin Paul)
- Dear World (Jerry Herman, Jerome Lawrence, Robert Edwin Lee)
- Deep (Markus Schönholzer, Charles Lewinsky)
- Der Besuch der alten Dame (Moritz Schneider und Wolfgang Hofer)
- Der Bund (Robert und Elisabeth Muren)
- Der Drachenstein (Jürg Gisler und Andréas Härry)
- Der Duft von Wirklichkeit (Werner Bauer, mit Musik von Werner Richard Heymann)
- Der eingebildet Kranke – Das Musical (Sebastian Brandmeir, Florian Stanek)
- Der Glöckner von Notre Dame (Alan Menken)
- Der Graf von Gleichen (Peter Frank und Dirk Schattner)
- Der Graf von Monte Christo (Frank Wildhorn)
- Der Hase mit den Bernsteinaugen (Thomas Zaufke und Henry Mason)
- Der Hauptmann von Köpenick (Heiko Stang und Carl Zuckmayer)
- Der kleine Horrorladen (Alan Menken und Howard Ashman)
- Der kleine Tag (Rolf Zuckowski und Hans Niehaus, nach dem Buch von Wolfram Eicke)
- Der König der Löwen (Elton John und Tim Rice)
- Der Mann, der Sherlock Holmes war (Marc Schubring und Wolfgang Adenberg)
- Der Mann von La Mancha (Mitch Leigh)
- Der Medicus (Dennis Martin, Marian Lux, Christoph Jilo, Wolfgang Adenberg)
- Der Medicus (Iván Macías, Félix Amador)
- Der Schimmelreiter (Dennis Martin)
- Der Schuh des Manitu (Martin Lingnau, Heiko Wohlgemuth, John von Düffel)
- Der Ring (Frank Nimsgern und Daniel Call)
- Der Tod steht ihr gut / Death Becomes Her (Julia Mattison, Noel Carey, Marco Pennette)
- Der Watzmann ruft (Wolfgang Ambros, Manfred Tauchen und Joesi Prokopetz)
- Der Zauberer von Oz (Harold Arlen, E. Y. Harburg)
- Der Zauberlehrling (Robert Persché, Andreas Braunendal)
- Die Amme (Peter Plate, Ulf Leo Sommer)
- Diana (David Bryan, Joe DiPietro)
- Diebe im Olymp – Das Percy Jackson Musical (Rob Rokicki, Joe Tracz)
- Die Bremer Stadtmusikanten (Michael Fajgel)
- Die Bremer Stadtmusikanten (Juri Kannheiser, Isabelle Flachsmann)
- Die drei Musketiere (Rob Bolland, Ferdi Bolland)
- Die drei Musketiere (George Stiles)
- Die 10 Gebote (Musical) (Dieter Falk, Michael Kunze (Librettist))
- Die 13½ Leben des Käpt’n Blaubär (Martin Lingnau und Heiko Wohlgemuth)
- Die drei von der Tankstelle (Werner Richard Heymann, Robert Gilbert, Christian Struppeck)
- Die Farbe Lila (Brenda Russell, Allee Willis, Stephen Bray und Marsha Norman)
- Die Gänsemagd (Lukas Nimscheck, Franziska Kuropka)
- Die große Heinz-Erhardt-Show (Ralf Steltner, Karl-Heinz Wellerdiek)
- Die Königinnen. Ein Musicalthriller über Maria Stuart und Elisabeth I. (Thomas Zaufkek, Henry Mason)
- Die Königs vom Kiez (Martin Lingnau, Heiko Wohlgemuth, Mirko Bott)
- Die Päpstin – Das Musical (Dennis Martin)
- Die goldenen Zwanziger (Fridolin Dallinger)
- Die letzten 5 Jahre (Jason Robert Brown)
- Die Lust am Leben (Jochen Frank Schmidt)
- Die Rückkehr von Peter Pan (Stephen Keeling, Shaun McKenna)
- Die Schlümpfe (Francesco Cottone, Jan Schuba)
- Die Schöne und das Biest (Alan Menken und Linda Woolverton, Howard Ashman, Tim Rice)
- Die Schweizermacher (Markus Schönholzer, Paul Steinmann)
- Die weisse Rose (Alex Melcher, Vera Bolten)
- Dirty Dancing (Eleanor Bergstein)
- Dogfight – Ein hässliches Spiel (Benj Pasek und Justin Paul)
- Dogs – Hunde, die singen, beißen nicht (Tanja Krauth, Michael Fajgel)
- Doctor Dolittle (Richard Fleischer und Hugh Lofting)
- Dr. Horrible’s Sing-Along Blog" (Joss Whedon, Zack Whedon, Maurissa Tancharoen, Jed Whedon)
- Dracula (Karel Svoboda und Zdenek Borovec, Richard Hes)
- Dracula (Frank Wildhorn und Christopher Hampton, Don Black)
- Dream King (Nic Raine, Janet Marie Chvatal und Marc Gremm)
- Dreamland (Chris Miller, Nathan Tysen)
- Dschungelbuch – Das Musical (Hans Christian Becker und Christoph Kloppenburg, Helge Fedder)
- Du Barry Was a Lady (Cole Porter und Herbert Fields, B. G. DeSylva)

## E
- Ein bißchen Frieden (Ralph Siegel)
- Eine Weihnachtsgeschichte (Robert Persché, Andreas Braunendal)
- Einstein – A Matter Of Time (Frank Wildhorn, Gil Mehmert und Frank Ramond)
- Einstein – Das Musical (Stephan Kanyar, Maren Scheel)
- Elements (Frank Nimsgern)
- Elf (Matthew Sklar, Chad Beguelin, Bob Martin, Thomas Meehan)
- Elisabeth (Sylvester Levay und Michael Kunze)
- Elisabeth – Die Legende einer Heiligen (Peter Scholz und Denis Martin)
- Elise & Paul (Laura Oswald, Raphael Binde, Titus Hoffmann)
- Elixier (Tobias Künzel, Kati Naumann)
- Emil und die Detektive (Marc Schubring und Wolfgang Adenberg)
- Esther, Königin von Susa (Andreas Mücksch)
- Evil Dead – the muscial, (Frank Cipolla, Christopher Bond, Melissa Morris, Georg Reinblatt)
- Evita (Andrew Lloyd Webber und Tim Rice)
- Ewig jung (Erik Gedeon)
- Ewigi Liebi (Compilation durch Roman Riklin)

## F
- Fack ju Göhte – Das Musical (Nicolas Rebscher, Simon Triebel, Kevin Schroeder)
- Fahrenheit 451 (Radiohead, Ray Bradbury)
- Falco meets Amadeus (Johnny Bertl, Manfred Schweng und Burkhard Driest)
- Falling in Love (Jasmin Shakeri, Daniel Behrens, Oliver Hoppmann)
- Falsettos (William Finn und James Lapine)
- Fame – Der Weg zum Ruhm (Steve Margoshes, Jacques Levy, Jose Fernandez)
- The Famous Five (aufgezeichnet unter dem Filmtitel The Famous Five – Smuggler’s Gold – The Musical)
- Fanny (Harold Rome, Samuel Nathaniel Behrman und Joshua Logan)
- Fanny's Farm (Fredrik Kempe, Edward af Sillén und Daniel Réhn)
- The Fantasticks (Harvey Schmidt und Tom Jones)
- Die Feuerzangenbowle (Thorsten Wszolek)
- Fifty Million Frenchmen (Cole Porter und Herbert Fields)
- Finnegan und der Kobold (Garden of Delight)
- Finding Neverland (Gary Barlow und Eliot Kennedy)
- Five Guys Named Moe (Louis Jordan, Clarke Peters)
- Flashdance – Das Musical (Robbie Roth, Robert Cary, Tom Hedley)
- Fletsch – Saturday Bite Fever (Marc Schubring, Holger Hauer, Wolfgang Adenberg)
- Floyd Collins (Adam Guettel, Tina Landau)
- Follies (Stephen Sondheim, James Goldman)
- Footloose (Tom Snow, Dean Pitchford, Kenny Loggins)
- Frauen im Metropol (Ludwig Schmidseder, Heinz Hentschke und Günther Schwenn)
- Frau Zucker will die Weltherrschaft (Peter Lund und Wolfgang Böhmer)
- Freudiana (Eric Woolfson und Lida Winiewicz, Brian Brolly)
- Frühlings Erwachen (Duncan Sheik und Steven Sater)
- Fun Home (Jeanine Tesori, Lisa Kron)
- Funny Face (George und Ira Gershwin)
- Funny Girl (Jule Styne, Isobell Lennart und Bob Merrill)

## G
- Gambler (Eric Woolfson)
- Gaudí (Eric Woolfson)
- Gay Divorce (Cole Porter und Dwight Taylor)
- Gefährliche Liebschaften (Marc Schubring, Wolfgang Adenberg)
- Gigi (Frederick Loewe und Alan Jay Lerner)
- Girl Crazy (George Gershwin und Ira Gershwin)
- Glasnost (Fritz Metz und Werner Wiegand)
- Godspell (Stephen Schwartz und John Michael Tebelak)
- Goethe! (Martin Lingnau und Frank Ramond)
- Good News (Ray Henderson, Buddy DeSylva und Lew Brown)
- Gotthelf (Markus Schönholzer, Charles Lewinsky)
- Grand Hotel (Robert Wright, George Forrest, Maury Yeston und Luther Davis)
- Grease (Warren Casey und Jim Jacobs)
- Grimm! (Peter Lund und Thomas Zaufke)
- Guys and Dolls (Frank Loesser und Abe Burrows, Jo Swerling)
- Gypsy (Jule Styne, Arthur Laurents, Stephen Sondheim)

## H
- Hadestown (Anaïs Mitchell)
- Hair (Galt MacDermot und Gerome Ragni)
- Hairspray (Marc Shaiman, Scott Wittman, Mark O’Donnell und Thomas Meehan)
- Half a Sixpence (David Heneker und Beverley Cross; Überarbeitung: George Stiles, Anthony Drewe und Julian Fellowes)
- Hamilton (Lin-Manuel Miranda)
- Hamlet in Rock – Die Rockoper (Rudolf Volz, Michael Wagner, Herb Bucher, Falko Illing)
- Hamlet (Tiger Lillies, Heiner Müller)
- Happy Landing – Das Musical (Jochen Frank Schmidt)
- Harmony (Barry Manilow, Bruce Sussman)
- Heathers (Laurence O’Keefe, Kevin Murphy)
- Hedwig and the Angry Inch (John Cameron Mitchell und Stephen Trask)
- Heidi – Das Musical (Stephen Keeling und Johanna Spyri)
- Heiße Ecke (Thomas Matschoss, Martin Lingnau und Heiko Wohlgemuth)
- Heiße Zeiten – Die Wechseljahre-Revue (Tilman von Blomberg und Titus Hoffmann)
- Held Müller (Peter Lund und Thomas Zaufke)
- Helden, Helden (Udo Jürgens)
- Hello! Again? (Howard Carpendale, Thomas Hermanns)
- Hello, Dolly! (Jerry Herman)
- Here We Are (Stephen Sondheim, David Ives)
- Hercules (Alan Menken, David Zippel)
- Herzklopfen (Jochen Frank Schmidt)
- Hexen (Frank Nimsgern)
- High Society (Cole Porter und Philip Barry und George Cukor)
- High School Musical (Musicalfilm)
- High School Musical 2 (Musicalfilm)
- High School Musical 3 (Musicalfilm)
- Hinterm Horizont (Udo Lindenberg und Thomas Brussig)
- How to Succeed in Business Without Really Trying (Frank Loesser)
- Hundertwasser – Das Musical (Stefan Holoubek, Rolf Rettberg)

## I
- I Am from Austria (Rainhard Fendrich, Titus Hoffmann)
- I Can Get It for You Wholesale (Harold Rome, Jerome Weidman)
- Ich war noch niemals in New York (Udo Jürgens)
- Ich will Spaß (NDW)
- I Love You, You’re Perfect, Now Change (Joe DiPietro und Jimmy Roberts)
- In the Heights (Lin-Manuel Miranda)
- Into the Woods (Stephen Sondheim und James Lapine)
- Irma la Douce (Marguerite Monnot und Alexandre Breffort)

## J
- Jack the Ripper (verschiedene Versionen)
- Jacques Brel Is Alive and Well and Living in Paris (Mort Shuman und Eric Blau)
- Jagged little Pill (Alanis Morissette und Diablo Cody)
- Jamaica (Harold Arlen und E. Y. Harburg, Fred Saidy)
- Jana & Janis (Lukas Nimscheck, Constanze Behrends)
- Jekyll & Hyde (Frank Wildhorn und Leslie Bricusse)
- Jeff Wayne’s Musical Version of Spartacus (Jeff Wayne)
- Jeff Wayne’s Musical Version of the War of the Worlds (Jeff Wayne)
- Jersey Boys (Bob Gaudio und Bob Crewe)
- Jesus Christ Superstar (Andrew Lloyd Webber und Tim Rice)
- Johnny Cash – The Man in Black (Roland Heinrich und James Edward Lyons)
- Johnny Johnson (Kurt Weill)
- Jonas & Madelaine (Marina Macura und Andréas Härry)
- Joseph and the Amazing Technicolor Dreamcoat (Andrew Lloyd Webber und Tim Rice)
- Jubilee (Cole Porter und Moss Hart)
- Jumbo (Richard Rodgers und Lorenz Hart)
- Just in Time (Bobby Darin, Warren Leight und Isaac Oliver)

## K
- Kasimir und Karoline (Jherek Bischoff, Martin G. Berger, Martin Mutschler)
- Katharina Knie (Mischa Spoliansky und Robert Gilbert)
- Kauf Dir ein Kind (Thomas Zaufke und Peter Lund)
- Keep cool (Marco Rima)
- Kein Pardon – Das Musical (Hape Kerkeling und Thomas Hermanns)
- Kick it Like a Woman (Stephan Kanyar, Constanze Behrends)
- Kimberly Akimbo (Jeanine Tesori, David Lindsay-Abaire)
- King Kong (Paul Graham Brown, James Edward Lyons)
- King Kong (Marius de Vries, Eddie Perfect, Jack Thorne)
- Kinky Boots (Cyndi Lauper und Harvey Fierstein)
- Kiss Me, Kate (Cole Porter und Samuel Spewack, Bella Spewack)
- Kleider machen Liebe oder: Was ihr wollt (Heiner Lürig, Heinz Rudolf Kunze)
- Knickerbocker Holiday (Kurt Weill)
- Kolpings Traum (Dennis Martin, Marc Schubring, Christoph Jilo)
- Kopfkino (Thomas Zaufke und Peter Lund)
- Kristina från Duvemåla (Benny Andersson, Björn Ulvaeus und Vilhelm Moberg)
- Ku’damm 56 – Das Musical (Peter Plate, Ulf Leo Sommer, Annette Hess)
- Ku'damm 59 (Peter Plate, Ulf Leo Sommer, Annette Hess)
- Kuss der Spinnenfrau (John Kander und Fred Ebb)

## L
- La Cage aux Folles (Jerry Herman)
- La La Land (Damien Chazelle)
- Lady, Be Good (George und Ira Gershwin)
- Lady Bess (Sylvester Levay, Michael Kunze)
- Lady in the Dark (Kurt Weill und Moss Hart, Ira Gershwin)
- Lazarus (David Bowie, Enda Walsch)
- Leap of Faith (Alan Menken, Glenn Slater und Janus Cercone)
- Leave It to Me! (Cole Porter)
- Leben ohne Chris (Wolfgang Böhmer und Peter Lund)
- Lennon (John Lennon und Don Scardino)
- Les Misérables (Claude-Michel Schönberg und Alain Boublil)
- Lestat (Elton John)
- Lichterloh (Jochen Frank Schmidt)
- Liebe, Mord und Adelspflichten / A Gentleman's Guide to Love and Murder (Steven Lutvak, Robert L. Freedman)
- Liebe stirbt nie (Andrew Lloyd Webber)
- Linie 1 (Birger Heymann und Volker Ludwig)
- Linie 2 – Der Alptraum (Rüdiger Wandel und Volker Ludwig)
- Lord of the Rings (A. R. Rahman, Värttinä und J. R. R. Tolkien, Shaun McKenna, Matthew Warchus)
- Lost in the Stars (Kurt Weill)
- Love, Amy. The Musical World of Amy Winehouse (Amy Winehouse, Kevin Schroeder)
- Ludwig II. – Sehnsucht nach dem Paradies (Franz Hummel und Stephan Barbarino)
- Ludwig² (Konstantin Wecker, Christopher Franke, Nic Raine und Rolf Rettberg)
- Lydia – Die Purpurhändlerin (Andreas Mücksch und Barbara Schatz)

## M
- Mack & Mabel (Jerry Herman)
- Made in Dagenham (David Arnold, Richard Thomas und Richard Bean)
- Mame (Jerry Herman)
- Mamma Mia! (Benny Andersson, Björn Ulvaeus und Catherine Johnson)
- Mandela Trilogy
- Mann über Bord (Ulrike und Robert Brambeer)
- Marguerite (Michel Legrand, Alain Boublil, Claude-Michel Schönberg, Herbert Kretzmer, Jonathan Kent)
- Marie and Rosetta (Rosetta Tharpe, George Brant)
- Maria Stuart, Königin der Schotten (Thomas Blaeschke und Kerstin Tölle)
- Maria Theresia (Dieter Falk und Paul Falk, Thomas Kahry)
- Marie Antoinette (Sylvester Levay und Michael Kunze)
- Marilyn – Das Musical (Olivier Truan, David Klein, Georg Büttel)
- Marilyn! The Musical (Mort Garson, Jacques Wilson)
- Marilyn! The New Musical (Gregory Nabours, Tegan Summer)
- Martin Guerre (Claude-Michel Schönberg und Alain Boublil)
- Martin Luther King – Ein Traum verändert die Welt (Hanjo Gäbler und Christoph Terbuyken, Andreas Malessa)
- Mary Poppins (Sherman-Brüder)
- Massachusetts – Das Bee Gees Musical
- Matilda (Tim Minchin und Dennis Kelly)
- Matterhorn (Michael Kunze und Albert Hammond)
- Maybe Happy Ending (Will Aronson, Hue Park)
- Me and My Girl (Noel Gay und L. Arthur Rose, Douglas Furber)
- Meet Me in St. Louis (Vincente Minnelli, Hugh Martin, Ralph Blane)
- Mein Avatar und ich (Thomas Zaufke und Peter Lund)
- Mein Freund Bunbury (Gerd Natschinski und Jürgen Degenhardt, Helmut Bez nach Oscar Wilde)
- Melissa (Harry Schärer, Peter Schwinger)
- Mendy – das Wusical (Helge Schneider)
- Merrily We Roll Along (Stephen Sondheim, George Furth)
- Mexican Hayride (Cole Porter und Herbert Fields, Dorothy Fields)
- Miami Nights (Marcus Haseloff)
- Military Wives – The Musical (Debbie Isitt)
- Millennium Dome Show (Peter Gabriel und Mark Fisher, basierend auf The Story of OVO)
- Mindcraft (Carolin Anna Pichler, Kate Watson, Wolfgang Götz, Sarah Henker)
- Mirette (Harvey Schmidt und Tom Jones)
- Miss Liberty (Irving Berlin)
- Miss Saigon (Claude-Michel Schönberg und Alain Boublil)
- Mitten im Gesicht (Gerald Schuller, Peter Lund)
- MJ – Das Michael Jackson Musical (Michael Jackson, Lynn Nottage)
- Monte Christo (Stephen Weiner, Peter Kellogg)
- Mörder unter sich (Maricel Wölk)
- Monty Python’s Spamalot (Eric Idle und John Du Prez)
- Moulin Rouge (Craig Armstrong)
- Moulin Rouge Story (Marc Schubring und Wolfgang Adenberg)
- Mozart! (Michael Kunze und Sylvester Levay)
- Mrs. Doubtfire (Karey Kirkpatrick und Wayne Kirkpatrick, John O’Farrell)
- Mrs Henderson Presents (George Fenton, Simon Chamberlain, Don Black und Terry Johnson)
- My Fair Lady (Frederick Loewe und Alan J. Lerner)
- My One and Only (George Gershwin und Peter Stone, Timothy S. Mayer, Ira Gershwin)

## N
- Nachts in Bremen (Frank Fiedler, Andrea Fiedler und Erich Sellheim)
- Natürlich blond (Laurence O’Keefe und Nell Benjamin)
- Newsies (Alan Menken und Jack Feldman)
- Next to Normal (Tom Kitt und Brian Yorkey)
- Nine (Maury Yeston)
- No, No, Nanette (Vincent Youmans und Irving Caesar, Otto Harbach)
- Notre-Dame de Paris (Riccardo Cocciante/Luc Plamondon)
- Nunsense (Dan Goggin)
- Nunsense 2 (Dan Goggin)
- Nuremberg '45 (Philipp Polzin, Christian Dellacher)
- Nymph Errant (Cole Porter und James Laver, Romney Brent)

## O
- Of Thee I Sing (George Gershwin und George Simon Kaufman, Morrie Ryskind, Ira Gershwin)
- Oh! Oh! Amelio! (Thomas Pigor, Konrad Koselleck)
- Oklahoma! (Richard Rodgers und Oscar Hammerstein)
- Once Upon a Mattress (Mary Rodgers, Marshall Barer, Jay Thompson, Dean Fuller)
- Oktoberfest – The Musical. Beinah wahr ... (Harold Faltermeyer, Philip Lazebnik)
- Oliver! (Lionel Bart)
- On the Town (Leonard Bernstein und Betty Comden, Adolph Green)
- One Touch of Venus (Kurt Weill und S. J. Perelman, Ogden Nash)
- Osterspaziergang (Irving Berlin und Sidney Sheldon, Frances Goodrich, Albert Hackett)
- Ost Side Story (Dominik Flaschka und Roman Riklin)
- Otello darf nicht platzen (auch Bajazzo darf nicht platzen) / Lend me a tenor! (Brad Carroll, Peter Sham)
- Out of This World (Cole Porter und Dwight Taylor, Reginald Lawrence)
- Once (Glen Hansard, Markéta Irglová, Enda Walsh)
- Once More, with Feeling (Joss Whedon)

## P
- Pacific Overtures (Stephen Sondheim und John Weidman)
- Paint Your Wagon (Frederick Loewe und Alan Jay Lerner)
- Pal Joey (Richard Rodgers und Lorenz Hart)
- Panama Hattie (Cole Porter und Herbert Fields, B.G.De Sylva)
- Parade (Jason Robert Brown)
- Paradise of Pain (Frank Nimsgern, Florian K. Shantin, Alan Cooper)
- Pardon My English (George Gershwin und Herbert Fields, Morrie Ryskind, Ira Gershwin)
- Paris (Cole Porter)
- Passion (Stephen Sondheim und James Lapine)
- Paul & Gretel – kein Märchen (Peter Menger)
- Pferd frisst Hut (Herbert Grönemeyer, Sabrina Zwach)
- Phantom (Maury Yeston und Arthur Kopit, Jonathan Tunick)
- Pinkelstadt (Mark Hollman und Greg Kotis)
- Pippin (Stephen Schwartz und Roger O. Hirson, Bob Fosse)
- Poe (Frank Nimsgern und Heinz Rudolf Kunze)
- Priscilla, Queen of the Desert (Buch: Stephan Elliott, Allan Scott; Musik: diverse)
- Promises, Promises (Burt Bacharach und Neil Simon, Hal David)

## R
- Rachel – Das Musical (Thomas Gabriel und Johannes Maria Schatz)
- Ragtime (Stephen Flaherty und Lynn Ahrens)
- Rasputin (Hartmut H. Forche und Volker Plangg)
- Real Women Have Curves / Echte Frauen haben Kurven (Joy Huerta, Benjamin Velez, Lisa Loomer, Nell Benjamin)
- Rebecca (Michael Kunze und Sylvester Levay)
- Red, Hot and Blue! (Cole Porter und Howard Lindsay, Russel Crouse)
- Redwood (Kate Diaz, Tina Landau)
- Rent (Jonathan Larson)
- Rettet Mozart / Saving Mozart (Charli Eglinton)
- Roberta (Jerome Kern und Otto Harbach)
- Romeo und Julia (Boris Urbánek und Jaromír Nohavica)
- Romeo & Julia – Liebe ist alles (Peter Plate, Ulf Leo Sommer, Joshua Lange)
- Roméo et Juliette, de la Haine à l’Amour (Gérard Presgurvic)
- Robin Hood (verschiedene Versionen)
- Robin Hood – Für Liebe und Gerechtigkeit (Martin Doepke und Elke Schlimbach, Grant Stevens)
- Robin Hood (Robert Persché, Walter Raidl)
- Rockabye Hamlet (Cliff Jones)
- Rock me, Hamlet (Sascha von Donat)
- Rocky (Stephen Flaherty, Lynn Ahrens und Thomas Meehan)
- Roulette (Konrad Koselleck und Thomas Pigor)
- Rudolf (Frank Wildhorn und Jack Murphy)

## S
- Saturday Night Fever (Bee Gees und Nan Knighton, Arlene Phillips, Paul Nicholas, Robert Stigwood)
- Saving Mozart (Charli Eglinton)
- Schach dem Boss (Igo Hofstetter, Erhard Reinthaler)
- Schäl Sick Story (Bläck Fööss, King Loui, Ralf Borgartz)
- Schikander – Die turbulente Liebesgeschichte hinter der Zauberflöte (Stephen Schwartz und Christian Struppeck)
- Scholl – Die Knospe der Weißen Rose (Titus Hoffmann und Thomas Borchert)
- School of Rock (Andrew Lloyd Webber, Glenn Slater, Julian Fellowes)
- Schwestern im Geiste (Peter Lund und Thomas Zaufke)
- Scuderi (Gil Mehme, Bananafishbones)
- Seele für Seele – Freischütz das Musical (Frank Nimsgern, Birgit Simmler)
- Shall We Dance (George Gershwin und Allen Scott, Ernest Pagano)
- She Loves Me (Jerry Bock und Miklos Laszlo, Sheldon Harnick)
- Showbiz (Kay Link, diverse Komponisten)
- Show Boat (Jerome Kern und Oscar Hammerstein)
- Show Dogs! (Paul Graham Brown, Nina Schneider)
- Shrek (Jeanine Tesori, David Lindsay-Abaire)
- Shout Sister Shout! (Cheryl L. West)
- Shucked (Brandy Clark, Shane McAnally, Robert Horn)
- Silk Stockings (Cole Porter und George S. Kaufman, Leueen MacGrath, Abe Burrows)
- Singin' in the Rain (Nacio Herb Brown, Arthur Freed, Adolph Green, Betty Comden)
- Sister Act (Alan Menken)
- Six (Toby Marlow, Lucy Moss)
- SIXties Girls (Paul Glaser, Steve Ray, Jutta Elenz)
- Skiverliebt (Martin Lingnau, Frank Ramond, Anna Lukasser-Weitlaner)
- Smash (Marc Shaiman, Scott Wittman, Rick Elice, Bob Martin)
- Smile (Marvin Hamlisch, Howard Ashman)
- Snowhite (Frank Nimsgern und Frank Felicetti)
- Snow White and Me (Pipa Cleary, Ronald Krushak, Philip Lazebnik)
- Something Rotten! (Karey Kirkpatrick, Wayne Kirkpatrick, John O’Farrell)
- Song and Dance (Andrew Lloyd Webber und Don Black)
- Sorbas (John Kander und Nikos Kazantzakis, Fred Ebb)
- South Pacific (Richard Rodgers und Oscar Hammerstein)
- Space Dream (Harry Schärer und Peter Schwinger)
- Spirited (Filmmusical)
- Spring Awakening / Frühlings Erwachen (Duncan Sheik, Steven Sater)
- Starlight Express (Andrew Lloyd Webber und Richard Stilgoe)
- Stella – Das blonde Gespenst vom Kurfürstendamm (Peter Lund und Wolfgang Böhmer)
- Sterntaler (Christian Bruhn, Renate Stautner)
- Stimmen im Kopf (Peter Lund und Wolfgang Böhmer)
- Stolz und Vorurteil (Bernard J. Taylor)
- Strike Up the Band (George Gershwin und Ira Gershwin)
- Süßes Gold (Tom van Hasselt)
- Sunday in the Park with George (Stephen Sondheim und James Lapine)
- Sunset Boulevard (Andrew Lloyd Webber und Christopher Hampton, Don Black)
- Superhero (Paul Graham Brown, Anthony McCarten)
- Sweeney Todd (Stephen Sondheim und Hugh Wheeler)
- Sweet Charity (Cy Coleman und Dorothy Fields)
- Sweet Smell of Success (Marvin Hamlisch, Craig Carnelia, John Guare)
- Swinging St. Pauli (Martin Lingnau, Heiko Wohlgemuth, Thomas Matschoß und Edith Jeske)
- Swing Street (Thilo Wolf und Ewald Arenz)

## T
- Tabaluga & Lilli (Peter Maffay und Andreas Becker, Bertram Engel, Carl Carlton, Jean-Jacques Kravetz und andere)
- Tage draußen / Los Días afuera (Ulises Conti, Inés Copertino, Lola Arias)
- Tammy Faye (Elton John, Jake Shears, James Graham)
- Tanz der Vampire (Jim Steinman und Michael Kunze)
- Tarzan (Phil Collins)
- Tell! (Tommy Fortmann, Beat Hirt)
- Tell – Das Musical (Marc Schubring, Wolfgang Adenberg, Hans Dieter Schreeb)
- Tell Me on a Sunday (Andrew Lloyd Webber und Don Black)
- The Act (John Kander und Fred Ebb)
- The Addams Family (Andrew Lippa, Marshall Brickman, Rick Elice)
- The Apple Tree (Jerry Bock, Sheldon Harnick und Jerry Bock und Jerome Coopersmith)
- The Band / Greatest Days (Gary Barlow, Tim Firth)
- The Band Wagon (Arthur Schwartz)
- The Beautiful Game (Andrew Lloyd Webber)
- The Black Crook (George Bickwell, Theodore Kennick, Charles M. Barras)
- The Book of Mormon (Trey Parker, Robert Lopez, Matt Stone)
- The Boy from Oz (Peter Allen, Martin Sherman, Nick Enright)
- The Boys from Syracuse (Richard Rodgers, Lorenz Hart, George Abbott)
- The Capeman (Paul Simon und Derek Walcott)
- The Cher Show (Rick Elice)
- The Choir of Man (Nic Doodson, Andrew Kay)
- The Full Monty (David Yazbek und Terrence McNally)
- The Girls (Gary Barlow und Tim Firth)
- The Goodbye Girl (Marvin Hamlisch, David Zippel, Neil Simon)
- The Great Gatsby (Jason Howland, Nathan Tysen, Kait Kerrigan)
- The Greatest Showman (Benj Pasek, Justin Paul, Tim Federle)
- The King and I (Richard Rodgers und Oscar Hammerstein)
- The Last Five Years (Jason Robert Brown)
- The Last Ship (Sting, John Logan und Brian Yorkey)
- The Little Mermaid (Alan Menken und Glenn Slater)
- The Music Man (Meredith Willson)
- The Notebook (Ingrid Michaelson, Bekah Brunstetter)
- The Olympians – An Epic Musical (Peter Mills, Clara Reichel)
- The Pajama Game (Richard Adler, Jerry Ross und Richard Bissell, George Abbott)
- The Pirate Queen (Claude-Michel Schönberg, Alain Boublil, Richard Maltby, Jr., John Dempsey)
- The Prince of Egypt (Stephen Schwartz, Philip LaZebnik)
- The Producers (Mel Brooks und Thomas Meehan)
- The Rocky Horror Show (Richard O’Brien)
- The Scarlet Pimpernel (Frank Wildhorn und Emmuska Orczy, Nan Knighton)
- The Sound of Music (Richard Rodgers und Oscar Hammerstein)
- They’re Playing Our Song (Marvin Hamlisch und Neil Simon, Carole Bayer Sager)
- The Unsinkable Molly Brown (Meredith Willson und Richard Morris)
- The Woman in White (Andrew Lloyd Webber und Charlotte Jones, David Zippel)
- Thoroughly Modern Millie (Jeanine Tesori und Dick Scanlan)
- Titanic – Das Musical (Maury Yeston und Peter Stone)
- Titanique (Céline Dion, Tye Blue, Marla Mindelle und Constantine Rousouli)
- Toll trieben es die alten Römer (Stephen Sondheim)
- The Who’s Tommy (Pete Townshend)
- Top Hat (Irving Berlin)
- Trash Island (Tom van Hasselt)
- Tschüssikowski (Martin Lingnau, Heiko Wohlgemuth)
- Twelfth Night – Was Ihr Wollt (Shaina Taub)
- Twist! (Peter Hofbauer)
- Twist of Time (Harry Schärer und Peter Schwinger)
- Two Strangers (Carry a Cake Across New York) (Jim Barne, Kit Buchan)

## U
- Über sieben Brücken (Wolfgang Liebisch)
- Ugly Ducklings (Peter Lund und Thomas Zaufke)
- Und täglich grüßt das Murmeltier (Tim Minchin, Danny Rubin)

## V
- Verbrechen – Tanatas Teeschale (Wolfgang Böhmer, Fabian Gerhardt und Kamil „Demian“)
- Vermisst! oder: Was geschah mit Agatha Christie? (Paul Graham Brown, James Edward Lyons)
- Victor/Victoria (Henry Mancini und Leslie Bricusse, drei zusätzliche Titel von Frank Wildhorn)
- Violet (Jeanine Tesori, Brian Crawley)
- Vom Geist der Weihnacht (Dirk Michael Steffan und Michael Tasche)
- Villa Sonnenschein (Thomas Matschoss, Martin Lingnau und Heiko Wohlgemuth)

## W
- Wahnsinn – das Musical (Martin Lingnau, Heiko Wohlgemuth)
- Was ihr wollt / Twelfth Night (Shaina Taub)
- Wake Up (Rainhard Fendrich und Harold Faltermeyer)
- Walpurga – das Musical (Ronny Große)
- Warum nicht Vegas (Alexander Leu, Sabine Nehmzow)
- Welcome to Hell (Peter Michael von der Nahmer und Peter Lund)
- Wenn Rosenblätter Fallen (Rory Six und Kai Hüsgen)
- Wer ist Paule Panke (Jürgen Ehle, Joachim Kielpinski, Frank Hille, Wolfgang Herzberg)
- West Side Story (Leonard Bernstein und Arthur Laurents, Stephen Sondheim)
- We Will Rock You (Queen und Ben Elton)
- When Midnight Strikes / Um Mitternacht (Charles Miller, Kevin Hammonds)
- Whistle Down the Wind (Andrew Lloyd Webber)
- Wicked – Die Hexen von Oz (Stephen Schwartz und Winnie Holzman)
- Wie im Himmel (Fredrik Kempe, Carin Pollak, Kay Pollak)
- Wie werde ich reich und glücklich? / How Do I Become Rich and Happy? (Mischa Spoliansky, Felix Joachimson)
- Wir sind am Leben (Peter Plate, Ulf Leo Sommer)
- Wonderful Town (Leonard Bernstein, Betty Comden und Adolph Green)
- Wonderland: A New Alice (Jack Murphy und Frank Wildhorn)
- Woyzeck (Tom Waits, Kathleen Brennan, Robert Wilson)
- Woyzeck (Manuel de Rien, Oliver Graf)
- Wunder (A Great Big World (Ian Axel und Chad King), Sarah Ruhl)

## X
- Xanadu (Robert Greenwald)

## Y
- Yakari (Thomas Schwab)
- Yentl (Michel Legrand und Alan Bergman, Marilyn Bergman)
- Yesterdate (Heribert Feckler, Marie-Helen Joël)
- Young Frankenstein (Mel Brooks und Thomas Meehan)

## Z
- Zauberflöte – das Musical (Frank Nimsgern, Benjamin Sahler)
- Zeppelin (Frank Nimsgern, Ralph Siegel)
- Zorro (Gipsy Kings, John Cameron, Stephen Clark, Helen Edmundson)

- Zum Sterben schön (Marc Schubring, Wolfgang Adenberg)

## Chronologisch
- 1866 UA "The black crook" (George Bickwell, T. Kennick)
- 1910 "Ziegfeld Follies" (Irving Berlin)
- 1911 "Cora" (Cole Porter)
- 1914 "Watch your step" (Irving Berlin)
- 1914 "Paranoia" (Cole Porter)
- 1915 "Stop! Look! Listen!" (Irving Berlin)
- 1918 "Yip Yap Yaphank" (Irving Berlin)
- 1924 UA "Lady, be good" (George Gershwin, Ira Gershwin)
- 1924 "No, No, Nanette" (Vincent Youmans)
- 1925 "The coconuts" (Irving Berlin)
- 1927 UA "Funny Face" (George Gershwin)p
- 1927 UA "Good News" (Ray Henderson, DeSylva, Brown)
- 1927 UA "Show Boat" (Jerome Kern, O. Hammerstein)
- 1928 "Paris" (Cole Porter)
- 1929 "Fifty Million Frenchman" (Cole Porter, Herbert Fields)
- 1930 UA "Girl Crazy / Crazy for you" (George, Ira Gershwin)
- 1930 UA "Wie werde ich reich und glücklich?" / "How Do I Become Rich and Happy?" (Mischa Spoliansky, Felix Joachimson)
- 1931 UA "Of thee I sing Morrie Ryskind" (Ira Gershwin)
- 1932 UA "Gay Divorce"  (Cole Porter, Dwight Taylor)
- 1932 "Face the music" (Irving Berlin)
- 1933 UA "Nymph Errant" (Cole Porter, Romney Brent)
- 1933 "As thousands cheer" (Irving Berlin)
- 1933 UA "Pardon my englisch" (Gershwin Brothers)
- 1933 "Roberta" (Jerome Kern, Otto Harbach)
- 1934 UA "Anything Goes" (Cole Porter, Guy Bolton)
- 1934 "Marie Galante" (Jacques Deval, Kurt Weill)
- 1935 UA "Jubilee" (Cole Porter, Moss Hart)
- 1935 UA "Jumbo" (Richard Rodgers)
- 1936 "Johnny Johnson" (Paul Green, Kurt Weill)
- 1936 UA "Red, Hot and Blue!" (Cole Porter, H. Lindsay, R. Crouse)
- 1937 UA "Babes in arms" (Rodgers, Hart)
- 1937 UA "Me and my Girl" (L. Arthur Rose, Douglas Furber)
- 1938 "Knickerbocker Holiday" (Maxwell Anderson, Kurt Weill)
- 1938 "Leave it to me!" (Cole Porter, Bella Spewack)
- 1938 UA "The Boys from Syracuse" (Richard Rodgers)
- 1939 UA "Du Barry was a Lady" (Cole Porter, Herbert Fields)
- 1939 UA "The Philadelphia Story" (Philip Barry)
- 1939 "Der Zauberer von Oz" (Stephen Schwartz)
- 1939 "Railroads on Parade" (Edward Hungerford, Kurt Weill)
- 1940 "Cabin in the Sky" (Vernon Duke, Lynn Root)
- 1940 UA "Frauen im Metropol" (Ludwig Schmidseder)
- 1940 "Louisiana Purchase" (Irving Berlin)
- 1940 UA "Pal Joey" (Richard Rodgers, Lorenz Hart)
- 1940 UA "Panama Hattie" (Cole Porter, Herbert Fields)
- 1941 "Best Foot Forward" (Hugh Martin)
- 1941 "Lady in the Dark" (Moss Hart, Kurt Weill)
- 1942 "This is army" (Irving Berlin)
- 1943 "One Touch of Venus" (Sidney Perelman, Kurt Weill)
- 1943 UA "Oklahoma!" (R. Rodgers, O. Hammerstein)
- 1943 UA "One touch of venus" (Kurt Weill, S. J. Perelman)
- 1944 UA "Mexican Hayride" (Cole Porter, Herbert Fields)
- 1944 UA "On the town" (Leonard Bernstein, B. Comden)
- 1945 UA "Carousel" (Richard Rodgers)
- 1946 UA "Annie get your gun" (Dorothy Fields, Irving Berlin)
- 1946 UA "Around the World" (Cole Porter, Orson Welles)
- 1947 UA "Brigadoon" (Alan Jay Lerner)
- 1948 "Love life" (Alan Jay Lerner, Kurt Weill)
- 1948 UA "Kiss me, Kate" (Cole Porter)
- 1948 "Osterspaziergang" (Irving Berlin, Sidney Sheldon)
- 1949 UA "Blondinen bevorzugt" (Joseph Fields)
- 1949 UA "Lost in the Stars" (Maxwell Anderson, Kurt Weill)
- 1949 "Miss Liberty" (Irving Berlin)
- 1949 UA "South Pacific" (R. Rodgers, O. Hammerstein)
- 1950 UA "Call me Madame" (Irving Berlin)
- 1950 UA "Das Feuerwerk" (Paul Burkhard, Erik Charell)
- 1950 UA "Guys and Dolls" (Frank Loesser, Abe Burrows)
- 1950 UA "Out of this world" (Cole Porter)
- 1951 "Drei ehrenwerte Herren" (Günther Weisenborn)
- 1951 UA "Paint your Wagon" (Frederick Loewe, A. J. Lerner)
- 1951 UA "The King and I" (R. Rodgers, O. Hammerstein)
- 1953 UA "Can Can" (Cole Porter, Abe Burrows)
- 1953 UA "Wonderful Town" (Leonard Bernstein)
- 1953 "Vorhang auf!" (Vincente Minnelli)
- 1954 "I feel Wonderful" (Jerry Herman)
- 1954 UA "Fanny" (Harald Rome, S. Nathaniel)
- 1954 UA "The Pajama Game" (Richard Adler, Jerry Ross)
- 1955 UA "Damn Yankees" (Richard Adler, Jerry Ross)
- 1955 UA "Silk Stockings" (Cole Porter, George S. Kaufman)
- 1956 UA "Candide" (Leonard Bernstein)
- 1956 UA "Irma la Douce" (Marguerite Monnot)
- 1956 UA "My fair lady" (Frederick Loewe, A. J. Lerner)
- 1957 UA "Cinderella" (Richard Rodgers, Oscar Hammerstein)
- 1957 "Shoestring ´57" (Harvey Schmidt)
- 1957 UA "West Side Story" (Leonard Bernstein)
- 1957 UA "Jamaica" (Harald Arlen, E. Y. Harburg)
- 1957 UA "Katharina Knie" (Mischa Poliansky, R. Gilbert)
- 1957 UA "The music man" (Meredith Wilson)
- 1958 "Nightcap" (Jerry Herman)
- 1958 "Demi-Dozen" (Harvey Schmidt)
- 1959 UA "Gypsy" (Jule Styne, Arthur Laurents, Stephen Sondheim)
- 1959 UA "Once Upon a Mattress" (Mary Rodgers, Marshall Barer, Jay Thompson, Dean Fuller)
- 1959 UA "The sound of music" (Oscar Hammerstein)
- 1960 UA "Bel Ami" (Therese Angeloff)
- 1960 UA "Bye Bye Birdie" (Michael Stewart)
- 1960 UA "Camelot" (Alan Jay Lerner)
- 1960 "Parade" (Jerry Herman)
- 1960 "From A to Z" (Jerry Herman)
- 1960 "The Fantasticks" (Harvey Schmidt)
- 1960 UA "Oliver!" (Lionel Bart)
- 1960 UA "The Unsinkable Molly Brown" (Meredith Willson, R. Morris)
- 1961 UA "Calamity Jane" (Sammy Fain, Paul Francis Webster, Ronald Hanmer, Phil Park)
- 1961 "Madame Aphrodite" (Jerry Herman)
- 1961 "Milk and Honey" (Jerry Herman)
- 1961 UA "How to Succeed in Business Without Really Trying" (Frank Loesser, Abe Burrows)
- 1962 UA "I can get it for you wholesale" (Harald Rome, J. Weidman)
- 1962 "Mr. President" (Irving Berlin)
- 1963 "44 Grad im Schatten" (Harvey Schmidt, Tom Jones, Nathan Richard Nash), engl. Titel "110 in the Shade"
- 1963 UA "Half a Sixpence" (David Heneker)
- 1964 UA "Anatevka (Fiddler on the roof)" (Joseph Stein)
- 1964 UA "Anyone can whistle" (Stephan Sondheim)
- 1964 UA "Bibi Balú" (Hans Gmür)
- 1964 "Ben Franklin in Paris" (Jerry Herman)
- 1964 UA "Funny Girl" (Jule Styne, Isobel Lennart)
- 1964 UA "Hello Dolly!" (Jerry Herman, Micheal Stewart)
- 1964 UA "Mein Freund Bunbury" (Gerd Natschinski, Jürgen Degenhardt)
- 1964 UA "She loves me" (Jerry Bock, Miklos Laszlo)
- 1965 UA "Der Mann von La Mancha" (Mitch Leigh, Dale Wasserman)
- 1966 UA "Cabaret" (Joe Masteroff)
- 1966 "Mame" (Jerry Herman)
- 1966 "I Do! I Do!" (Harvey Schmidt)
- 1966 UA "Sweet Charity" (Dorothy Fields, Bob Fossy)
- 1966 "Toll trieben es die alten Römer" (Stephan Sondheim)
- 1967 "Doktor Dolittle" (Hugh Lofting)
- 1968 UA "Hair" (Galt MacDermot)
- 1968 UA "Jacques Brel is Alive and well and living in Paris" (Jacques Brel, Mort Shuman)
- 1968 "Joseph and the Amazing Technicolor Dreamcoat" (Andrew Lloyd Webber)
- 1968 UA "Promises, Promises" (Neil Simon, Hal David)
- 1968 UA "Sorbas" (John Kander, Nikos Kazantzakis)
- 1969 "Celebration" (Harvey Schmidt)
- 1970 "Colette" (Harvey Schmidt)
- 1970/71 "Godspell" (Stephen Schwartz, J.M. Tebelak)
- 1971 UA "Follies" (Stephen Sondheim, James Goldman)
- 1971 UA "Grease" (Warren Casey, Jim Jacobs)
- 1971 UA "Jesus Christ Superstar" (Andrew Lloyd Webber)
- 1972 "Der Watzmann ruft" (Manfred Tauchen, W. Ambros)
- 1972 "Bad Company" (Harvey Schmidt)
- 1972 UA "Helden Helden" (Udo Jürgens)
- 1972 UA "Pippin" (Stephen Schwartz, Bob Fosse)
- 1973 UA "A little Night Music" (Stephan Sondheim)
- 1973 "Philemon" (Harvey Schmidt)
- 1973 UA "Gigi" (Frederick Loewe, A. J. Lerner)
- 1973 UA "The Rocky Horror Show" (Richard O´brian)
- 1973 UA "Rockabye Hamlet" (Cliff Jones)
- 1974 "Mack & Mabel" (Jerry Herman)
- 1975 UA "A Chorus Line" (James Kirkwood)
- 1975 UA "By Jeeves" (Andrew Lloyd Webber)
- 1975 UA "Chicago" (Bob Fosse, Fred Ebb)
- 1975 Urfass. "Das Phantom der Oper" (David Giles, Andrew Webber)
- 1976 "Pacific Ouvertures" (Stephan Sondheim)
- 1977 UA "Annie" (Thomas Meehan)
- 1977 UA "The Act" (John Kander, Fred Ebb)
- 1977 UA "Tell!" (Tommy Fortmann, Beat Hirt)
- 1978 UA "Evita" (Andrew Lloyd Webber, T. Rice)
- 1979 "The Grand Tour" (Jerry Herman)
- 1979 "Sweeney Todd" (Stephan Sondheim)
- 1980 UA "42nd Street" (Michael Stewart)
- 1980 "A Day in Hollywood / A Night in Ukraine" (Jerry Herman)
- 1980 "Xanadu" (Barry de Vorzon)
- 1980 UA "Les Miserables" (C.M Schönberg, Alain Bublil)
- 1981 UA "Cats" (Andrew Lloyd Webber, T. Elliot)
- 1981 UA "Merrily We Roll Along" (Stephen Sondheim, George Furth)
- 1982 "Der kleine Horrorladen" (Alan Menken, H. Ashman)
- 1982 "Esther, die Königin von Susa" (Andreas Müksch)
- 1982 "Nine" (Maury Yeston)
- 1982 UA "Song and Dance" (Andrew L. Webber, Don Black)
- 1983 UA "Baby" (David Shire)
- 1983 UA "Blondel" (Tim Rice)
- 1983 UA "Blood Brothers" (Willy Rusell)
- 1983 "La Cage aux Folles" (Jerry Herman)
- 1983 UA "Marilyn! The Musical" (Mort Garson, Jacques Wilson)
- 1983 UA "My One and Only" (George Gershwin, Peter Stone)
- 1983 UA "Singin' in the Rain" (Nacio Herb Brown, Arthur Freed, Adolph Green, Betty Comden)
- 1983 UA "Sunday in the Park with George" (Stephan Sondheim)
- 1984 UA "Starlight Express" (Andrew Lloyd Webber)
- 1985 "Jerry´s Girls" (Jerry Herman)
- 1985 UA "Nunsense" (Dan Goggin)
- 1986 UA "Chess" (Björn Ulvaeus)
- 1986 UA "Cricket" (Andrew Lloyd Webber, T. Rice)
- 1986 UA "Linie 1" (Birger Heymann, Volker Ludwig)
- 1986 "Nunsense" und folge Nunsense Stücke (Dan Goggin)
- 1987 "Grovers Corners" (Harvey Schmidt)
- 1987 "Gaudí" (Eric Woolfson)
- 1987 UA "Into the Woods" (Stephan Sondheim)
- 1987 UA "Wer ist Paule Panke" (Jürgen Ehle, Joachim Kielpinski, Frank Hille, Wolfgang Herzberg)
- 1988 UA "Blutiger Honig" Thomas Pigor
- 1988 UA "Die Goldenen Zwanziger" (Adolf Opel, Fridolin Dallinger)
- 1988 UA "Fame" (Micheal, Christopher Gore)
- 1988 UA "Footloose" (Tom Snow, Dean Pitchford)
- 1989 UA "Aspects of Love" (Andrew Lloyd Webber)
- 1989 UA "Buddy" (Alan Janes)
- 1989 "Grand Hotel" (Luther Davis, George Forrest)
- 1989 UA "Meet Me in St. Louis" (Hugh Martin, Ralph Blane)
- 1989 UA "Miss Saigon" (Alain Boublil, C. L. Schönberg)
- 1990 UA "Assassins" (Stephan Sondheim)
- 1990 UA "Freudiana" (Eric Woolfson)
- 1990 UA "Jekyll & Hyde" (Frank Wildhorn, Leslie Bricusse)
- 1990 UA "Rasputin" (Hartmut Forche, Volker Plangg)
- 1991 "Robin Hood" (Robert Persché)
- 1991 "Phantom" (Maury Yeston, Arthur Kopit)
- 1992 UA "Elisabeth" (Silvester Levay, Michael Kunze)
- 1992 "Der Zauberer von Oz" (Robert Persché)
- 1992 UA "Kuss der Spinnenfrau" (John Kander, Fred Ebb)
- 1993 UA "Chaplin" (Roger Anderson, Lee Goldsmith, Ernest Kinoy)
- 1993 UA "Fletsch – Saturday Bite Fever" (Marc Schubring, Holger Hauer)
- 1993 UA "Sunset Boulevard" (Andrew Lloyd Webber)
- 1993 UA "Stolz und Vorurteil" (Bernard J. Taylor)
- 1993 UA "Tabaluga & Lilli" (Maffay, Rottschalk, Zuckowski)
- 1993 UA "The goodbye girl" (Marvin Hamlisch, David Zippel)
- 1993 UA "The Who´s Tommy" (Pete Townshend)
- 1994 "Das Dschungelbuch" (Robert Persché)
- 1994 UA "Die schöne und das Biest" (Alan Menken, Linda Woolverton)
- 1994 "Passion" (Stephan Sondheim, J. Lapine)
- 1994 UA "Space Dream" (Harry Schärer, Peter Schwinger)
- 1995 UA "Cyrano de Bergerac" (Marc Schubring)
- 1995 UA "Dracula" (Karel Svoboda)
- 1994 UA "Floyd Collins" (Adam Guettel, Tina Landau)
- 1995 UA "Glasnost" (Fritz Metz, Werner Wiegand)
- 1995 UA "Victor/Victoria" (Henry Mancini, Frank Wildhorn)
- 1995 UA "Kristina från Duvemåla" (B. Andersson, B. Ulvaeus)
- 1996 "Der Struwwelpeter" (Robert Persché)
- 1996 "Mirette" (Harvey Schmidt)
- 1996 UA "Gambler" (Eric Woolfson)
- 1996 UA "Whistle Down the Wind" (Andrew Lloyd Webber)
- 1996 UA "I Love You, You´re Perfect, Now Change" (Jimmy Roberts, Joe DiPietro)
- 1996 UA "Martin Guerre" (Alain Boublil, C. L. Schönberg)
- 1996 UA "Ragtime" (Stephen Flaherty, Lynn Ahrens)
- 1996 UA "Rent" (Jonathan Larson)
- 1997 UA "Bat Boy" (Laurence O’Keefe)
- 1997 UA "Tanz der Vampire" (Jim Steinman, Michael Kunze)
- 1997 UA "Harmony" (Barry Manilow, Bruce Sussman)
- 1997 UA "Hercules" (Alan Menken, David Zippel)
- 1997 UA "Der König der Löwen" (Elton John, Tim Rice)
- 1997 "The famous five" (Robert Dallas, John Hogg)
- 1997 "Violet" (Jeanine Tesori)
- 1997 UA "The Scarlet Pimpernel" (Frank Wildhorn)
- 1997 UA "Titanic" (Maury Yeston, Peter Stone)
- 1998 UA "Aida" (Elton John, Tim Rice)
- 1998 UA "Das Wunder von Neukölln" (Peter Lund, Wolfgang Böhmer)
- 1998 UA "Paradise of Pain" (Frank Nimsgern)
- 1998 UA "Elixir" (Tobias Künzel, Kati Naumann)
- 1998 UA "Hedwig and the angry inch" (Stephen Trask)
- 1998 UA "Notre Dame de Paris" (R. Cocciante, Luc Plamondon)
- 1998 UA "Melissa" (Harry Schärer, P. Schwinger)
- 1998 UA "Parade" (Jason Robert Brown)
- 1998 UA "Saturday Night Fever" (Bee Gees, Nan Knighton)
- 1998 UA "The boy from Oz" (Peter Allen, Martin Sherman)
- 1998 UA "The Capeman" (Paul Simon, Derek Walcott)
- 1999 UA "Der Glöckner von  Notre Dame" (Alan Menken, James Lapine)
- 1999 UA "SnoWhite" (Frank Nimsgern)
- 1999 UA "Elements" (Frank Nimsgern)
- 1999 UA "Mamma Mia!" (B. Andersson, B. Ulvaeus)
- 1999 UA "Mozart!" (Michael Kunze, Sylvester Levay)
- 2000 UA "Baby Talk" (Peter Lund)
- 2000 UA "Bare: Eine Pop-Oper" (Damon Intrabartolo, Jon Hartmere)
- 2000 UA "Esther, die Königin von Susa" (Andreas Müksch)
- 2000 UA "Die Lust am Leben" (Jochen Frank Schmidt)
- 2000 UA "Falco meets Amadeus" (Elmar Ottenthal)
- 2000 UA "Ludwig II. Sehnsucht nach dem Paradies" (Franz Hummel, S. Barbarino)
- 2000 UA "The beautiful game" (Andrew Lloyd Webber)
- 2000 UA "Woyzeck" (Tom Waits, Kathleen Brennan, Robert Wilson)
- 2001 UA "Die letzten 5 Jahre / the last 5 years" (Jason Robert Brown)
- 2001 UA "Dracula" (Frank Wildhorn, C. Hampton)
- 2001 UA "Emil und die Detektive" Marc Schubring, W. Adenberg
- 2001 UA "Once More, with Feeling" (Joss Whedon)
- 2001 "Roadside" (Harvey Schmidt)
- 2001 UA "The Producers" (Mel Brooks)
- 2001 UA "Vom Geist der Weihnacht" (Dirk Michael Steffan)
- 2001 UA "Pinkelstadt" (Mark Hollman, Greg Kotis)
- 2001 UA "Romeo et Juliett, de la Haine à l’Amour" (Boris Urbánek, J. Nohavica)
- 2002 UA "Deep" (M. Schönholzer, C. Lewinsky)
- 2002 "Der Bund (Ha Brit)" (Robert, Elisabeth Muren)
- 2002 UA "Der Drachenstein" (Andréas Härry, Jürg Gisler)
- 2002 UA "Der kleine Tag" (Rolf Zuckowski, W. Eicke)
- 2002 UA "Hairspray" (Marc Sherman, Mark O’Donnell)
- 2002 UA "Wake Up" (Rainhard Fendrich, Harold Faltermeyer)
- 2002 UA "We will Rock you" (Queen, Ben Elton)
- 2002 "Miami Nights" (Marcus Haseloff)
- 2002 UA "Thoroughly Modern Millie" (Jeanine Tesori, Dick Scanlan)
- 2003 UA "Die 3 Musketiere" (Rob, Ferdi Bulland)
- 2003 UA "Avenue Q" (Robert Lopez, Jeff Marx)
- 2003 UA "Das Licht auf der Piazza" / "The Light in the Piazza" (Adam Guettel, Craig Lucas)
- 2003 "Das Gespenst von Canterville" (Robert Persché)
- 2003 "Showtune" (Jerry Herman)
- 2003 "Die 3 Musketiere" (Rob, Ferdi Bolland)
- 2003 "Evil Dead – the muscial" (Frank Cipolla, Christopher Bond, Melissa Morris, Georg Reinblatt)
- 2003 "Heiße Ecke" (Martin Lingnau)
- 2003 UA "Herzklopfen" (Jochen Frank Schmidt)
- 2003 UA "Wicked" (Stephen Schwartz)
- 2003 UA "Mendy – das Wusical" (Helge Schneider)
- 2004 UA "Bonifatius" (Denis Martin)
- 2004 UA "Das Orangenmädchen" (Martin Lingnau, Edith Jeske)
- 2004 UA "Das Mädchen Rosemarie" (Dirk Witthuhn, Heribert Feckler)
- 2004 "Dirty Dancing" (Eleanor Bergstein)
- 2004 UA "HEXEN" (Frank Nimsgern)
- 2004 UA "Die Feuerzangenbowle" (Thorsten Wszolek)
- 2004 UA "Mary Poppins" (Sherman-Brüder)
- 2004 UA "Monty Python’s Spamalot" (Eric Idle, Neil Innes)
- 2004 "POE" (Frank Nimsgern)
- 2004 UA "The woman in white" (Andrew Lloyd Webber)
- 2005 "Billy Elliot" (Lee Hall, Elton John)
- 2005 UA "Die drei von der Tankstelle" (Werner Richard Heymann, Robert Gilbert, Christian Struppeck)
- 2005 UA "Die Farbe Lila" (Brenda Russell, Allee Willis, Stephen Bray, Marsha Norman)
- 2005 UA "Heidi" (Shaun Mckenna, St. Keeling)
- 2005 UA "Villa Sonnenschein" (Martin Lingnau, H. Wohlgemuth)
- 2005 UA "In the Heights" (Lin Manuel Miranda)
- 2005 "Jersey Boys" (Bob Gaudio, M. Brickman)
- 2005 UA "Jonas & Madelaine" (Marina Macura, Andréas Härry)
- 2005 UA "Lennon" (John Lennon, Don Scardino)
- 2005 UA "Lestat" (Elton John, Anne Rice)
- 2005 UA "Ludwig ²" (Konstantin Wecker, Christopher Franke, Nic Raine und Rolf Rettberg)
- 2005 UA "Rachel – das Musical" (Thomas Gabriel, J. Schatz)
- 2005 UA "Robin Hood – Für Liebe und Gerechtigkeit" (M. Doepke, E. Schlimbach)
- 2006 UA "1* 206 die Schlacht von Wassenberg" (Michael Bednarek)
- 2006 UA "Carmen Cubana" (Kim Duddy)
- 2006 UA "Der Graf von Gleichen" (Peter Frank, Dirk Schattner)
- 2006 "Die 13½ Leben des Käpt´n Blaubär" (Martin Lingnau, H. Wohlgemuth)
- 2006 UA "Frühlings Erwachen / Spring Awakening" (Duncan Sheik, Steven Sater)
- 2006 "Held Müller" (Peter Lund)
- 2006 "High School Musical" (David Lawrence)
- 2006 UA "Der Herr der Ringe" (A.R. Rahman)
- 2006 UA "Marie Antoinette" (Silvester Levay, Michael Kunze)
- 2006 UA "Marilyn – Das Musical" (Olivier Truan, David Klein, Georg Büttel)
- 2006 "Once" (Glen Hansard, Markéta Irglová)
- 2006 UA "Otello darf nicht platzen" (auch "Bajazzo darf nicht platzen") / "Lend me a tenor!" (Brad Carroll, Peter Sham)
- 2006 "Paradise of Pain" (Frank Nimsgern)
- 2006 "Priscilla, Queen of the Desert" (Stephan Elliott, Allan Scott)
- 2006 UA "Rebecca" (Michael Kunze, Sylvester Levay)
- 2006 UA "Hamlet in Rock – Die Rockoper" (Rudolf Volz, Michael Wagner, Herb Bucher, Falko Illing)
- 2006 UA "Rudolf" (Frank Wildhorn, Jack Murphy)
- 2006 UA "Sister Act" (Alan Menken)
- 2006 UA "Tarzan" (Phil Collins)
- 2007 UA Cry-Baby (Adam Schlesinger, David Javerbaum, Mark O'Donnell, Thomas Meehan)
- 2007 UA "Elisabeth die Legende einer Heiligen" (Dennis Marten, Peter Scholz)
- 2007 UA "Ewigi Liebi" (Roman Riklin)
- 2007 UA "Ewig jung" (Erik Gedeon)
- 2007 "Der Froschkönig" (Robert Persché)
- 2007 UA "Kleider machen Liebe oder: Was ihr wollt" (Heiner Lürig, Heinz Rudolf Kunze)
- 2007 "Der Ring" (Frank Nimsgern)
- 2007 UA "Young Frankenstein" (Mel Brooks)
- 2007 UA "Ugly Ducklings / Vier Eier erklären die Welt" (Thomas Zaufke, Peter Lund)
- 2007 UA "Ich war noch niemals in New York" (Udo Jürgens)
- 2007 UA "Kauf dir ein Kind" (Peter Lund, Thomas Zaufke)
- 2007 UA "Lichterloh" (Jochen Frank Schmidt)
- 2007 UA "Natürlich Blond" (Nell Benjamin, L. O’Keefe)
- 2007 UA "Showbiz" (Kay Link)
- 2007 UA "Show Dogs!" (Paul Graham Brown, Nina Schneider)
- 2007 UA "The pirate queen" (Alain Boublil, C. M. Schönberg)
- 2007: UA "When Midnight Strikes" / "Um Mitternacht" (Charles Miller, Kevin Hammonds)
- 2008 UA "2 x Madeleine" (Hans-Joachim Allihn, Hans-Joachim Preil)
- 2008 UA "9 to 5 – Warum eigentlich bringen wir unseren Chef nicht um?" (Dolly Parton, Patricia Resnick)
- 2008 UA "Carmen" (Frank Waldhorn)
- 2008 "Schneewittchen" (Robert Persché, A. Braunendal)
- 2008 UA "Der Schuh des Manitu" (Martin Lingnau, H. Wohlgemuth)
- 2008 UA "Flashdance" (Robbie Roth, Robert Cary)
- 2008 UA "Ich will Spaß" (NDW)
- 2008 UA "Johnny Cash – The Man in Black" (James Edward Lyons)
- 2008 "Next to Normal" (Brian Yorkey, Tom Kitt)
- 2008 "Marguerite" (Alain Boublil, C. L. Schönberg)
- 2008 "Shrek" (Jeanine Tesori, David Lindsay-Abaire)
- 2008 UA "Maria Stuart, Königin der Schotten" (T. Blaeschke, Kerstin Tölle)
- 2008 UA "The little Mermaid" (Alan Menken, Glenn Slater)
- 2008 UA  "Zorro" (Gipsy Kings, John Cameron, Stephen Clark, Helen Edmundson)
- 2009 UA "Alles Liebe, Linda" (Cole Porter, Gary William Friedman, Stevie Holland)
- 2009 UA "The 101 Dalmatians Musical" (Dennis DeYoung)
- 2009 UA "American Idiot" (Billie Joe Armstrong)
- 2009 UA "Eine Weihnachtsgeschichte" (Robert Persché, A. Braunendal)
- 2009 "Der Graf von Monte Christo" (Frank Waldhorn, Jack Murphy)
- 2009 "Der Mann, der Sherlock Holmes war" (Marc Schubring)
- 2009 UA "King Kong" (Paul Graham Brown, James Edward Lyons)
- 2009 UA "Phantasma" (Frank Nimsgern)
- 2009 UA "Über sieben Brücken" (Wolfgang Liebisch)
- 2009 UA "Leben ohne Chris" (Peter Lund, Wolfgang Böhmer)
- 2009 UA "Scuderi" (Gil Mehme, Bananafishbones)
- 2009 UA "The Addams Family" (Andrew Lippa, Marshall Brickman, Rick Elice)
- 2009 "Linie 2" (Rüdiger Wandel, Volker Ludwig)
- 2010 UA "Alle sieben Wellen" (Daniel Glattauer)
- 2010 UA "Cinderella" (Bernd Göke, Martin Holländer, Angelika Bartram)
- 2010 UA "Liebe stirbt nie" (Andrew Lloyd Webber)
- 2010 UA "Die Schweizermacher" (Markus Schönholzer)
- 2010 UA "Elf" (Matthew Sklar, Chad Beguelin, Bob Martin, Thomas Meehan)
- 2010 "Wenn Rosenblätter fallen" (Rory Six, Kai Hüsgen)
- 2010 UA "Heiße Zeiten – Die Wechseljahre-Revue" (Tilman von Blomberg und Titus Hoffmann)
- 2010 UA "Liebe stirbt nie" (Andrew Lloyd Webber)
- 2010 UA "Mandela Trilogy" (M. Williams, Péter L. van Dijk)
- 2010 UA "Matilda" (Tim Minchin, Dennis Kelly)
- 2010 UA "Mein Avatar und ich" (Thomas Zaufke, Peter Lund)
- 2010 "Roulette" (Konrad Koselleck, T. Pigor)
- 2011 UA "20.000 Meilen unter dem Meer" (Jan Dvořák)
- 2011 UA "Aladdin" (Alan Menken, Tim Rice)
- 2011 UA "Big Money" (Peter Lund)
- 2011 UA "Catch me if you can" (Terrence McNelly)
- 2011 UA "Gotthelf" (Markus Schönholzer, Charles Lewinsky)
- 2011 UA "Hamlet" (Tiger Lillies, Heiner Müller)
- 2011 UA "Die Päpstin" (Dennis Marten)
- 2011 UA "Frau Zucker will die Weltherrschaft" (Peter Lund, Wolfgang Böhmer)
- 2011 UA "Wonderland: A new Alice" (Jack Murphy, Frank Wildhorn)
- 2011 UA "Kein Pardon" (Thomas Hermanns)
- 2011 UA "Newsies" (Alan Menken, Harvey Fierstein)
- 2011 UA "The book of mormon" (Trey Parker, Robert Lopez)
- 2012 UA "Hinterm Horizont" (Udo Lindenberg)
- 2012 UA "Beats!" (Axel Goldbeck)
- 2006 UA "Chaplin – das Musical" (Christopher Curtis, Thomas Meehan)
- 2012 UA "Bodyguard" (Alexander Dinelaris)
- 2012 UA "Dogfight" (Benj Pasek, Justin Paul)
- 2012 UA "Kinky Boots" (Cyndi Lauper, Harvey Fierstein)
- 2012 UA "Rocky" (Stephen Flaherty, Lynn Ahrens)
- 2012 UA "Tell" (Marc Schubring, W. Adenberg)
- 2013 UA "Charlie and the Chocolate Factory" (Marc Shaiman, David Greig, Scott Wittman)
- 2013 "Alladin und die Wunderlampe" (Robert Persché, A. Braunendal)
- 2013 UA "Der Besuch der alten Dame" (Wolfgang Hofer, M. Schneider)
- 2013 UA "Fun Home" (Jeanine Tesori, Lisa Kron)
- 2013 UA "Heathers" (Laurence O’Keefe, Kevin Murphy)
- 2013 UA "Liebe, Mord und Adelspflichten" / "A Gentleman's Guide to Love and Murder" (Steven Lutvak, Robert L. Freedman)
- 2013 UA "Zum sterben schön" (Marc Schubring, W. Adenberg)
- 2013 UA "Yakari" (Thomas Schwab)
- 2013 UA "Nachts in Bremen" (Frank Fiedler, Erich Sellheim)
- 2013 "Massachusetts – Das Bee Gees Musical" (Bee Gees)
- 2013 UA "Dschungelbuch – Das Musical" (Hans Christian Becker und Christoph Kloppenburg, Helge Fedder)
- 2013 "Die Königs vom Kiez" (Martin Lingnau, Heiko Wohlgemuth, Mirko Bott)
- 2013 UA "Kolpings Traum" (Dennis Martin, Marc Schubring, Christoph Jilo)
- 2013 "Stimmen im Kopf" (Peter Lund, Wolfgang Böhmer)
- 2014 UA "Artus Excalibur" (Frank Waldhorn)
- 2014 UA "Das kunstseidene Mädchen" (Rainer Bielfeldt, Carsten Golbeck)
- 2014 UA "Das Wunder von Bern" (Martin Lingnau, Gil Mehmert)
- 2014 UA "Diebe im Olymp – Das Percy Jackson Musical" (Rob Rokicki, Joe Tracz)
- 2014 UA "The Last Ship" (Sting, John Logan und Brian Yorkey)
- 2014 UA "Finding Neverland" (Gary Barlow, James Graham)
- 2014 UA "Grimm!" (Peter Lund,  Thomas Zaufke)
- 2014 UA "Lady Bess" (Sylvester Levay, Michael Kunze)
- 2014 "Lydia die Purpurhändlerin" (Andreas Müksch, B. Schatz)
- 2014 UA "Mann über Bord" (Ulrike und Robert Brambeer)
- 2014 UA "Schwestern im Geiste" (Peter Lund, Thomas Zaufke)
- 2014 UA "Sterntaler" (Christian Bruhn, Renate Stautner)
- 2014 UA "Superhero" (Paul Graham Brown, Anthony McCarten)
- 2015 UA "Alma und das Genie" (Tom van Hasselt)
- 2015 UA "Bombshell" (Marc Shaiman, Scott Wittman)
- 2015 UA "Dear Evan Hansen" (Steven Levenson, Benj Pasek)
- 2015 UA "Die Bremer Stadtmusikanten" (Michael Fajgel)
- 2015 UA "Der Hauptmann von Köpenick" (Heiko Stang, Carl Zuckmayer)
- 2015 UA "Gefährliche Liebschaften" (Marc Schubring, Wolfgang Adenberg)
- 2015 UA "Hamilton" (Lin Manuel Miranda)
- 2015 UA "Lazarus" (David Bowie; Enda Walsch)
- 2015 UA "Mrs Henderson Presents" (G. Fenton, S. Chamberlain)
- 2015 UA "Ost Side Story" (Dominik Flaschka)
- 2015 UA "School of Rock" (Andrew Lloyd Webber, Glenn Slater, Julian Fellowes)
- 2015 UA "Something Rotten!" (Karey Kirkpatrick, Wayne Kirkpatrick, John O’Farrell)
- 2016 UA "Anastasia" (Terrence McNelly)
- 2016 UA "Hadestown" (Anaïs Mitchell)
- 2016 "Der Medicus" (Dennis Martin, Marian Lux, Christoph Jilo, Wolfgang Adenberg)
- 2016 "La la Land" (Justin Hurwitz)
- 2016 UA "Marilyn! The New Musical" (Gregory Nabours,	Tegan Summer)
- 2016 UA "Der eingebildet Kranke – Das Musical" (Sebastian Brandmeir, Florian Stanek)
- 2016 "Einstein – Das Musical" (Stephan Kanyar, Maren Scheel)
- 2016 "Maybe Happy Ending" (Will Aronson, Hue Park)
- 2016 UA "Marie and Rosetta" (Rosetta Tharpe, George Brant)
- 2016 "Oktoberfest – The Musical. Beinah wahr ..." (Harold Faltermeyer, Philip Lazebnik)
- 2016 "Schikaneder" (Stephen Schwartz, C. Struppeck)
- 2016 "Stella das blonde Gespenst vom Kudamm" (Peter Lund, Wolfgang Böhmer)
- 2016 UA "Die Ministerpräsidentin" (Tore Tungodden)
- 2016 UA "Rock me, Hamlet" (Sascha von Donat)
- 2016 UA "Warum nicht Vegas" (Alexander Leu, Sabine Nehmzow)
- 2016 "Zauberlehrling" (Robert Persché, A. Braunendal)
- 2017 "Anna Göldi – das Musical" (Robert  D. C. Emery, Moritz Schneider, Mirco Vogelsang)
- 2017 UA "Come from Away" (Irene Sankoff, David Hein)
- 2017 UA "Happy Landing" (Jochen Frank Schmidt)
- 2017 UA I Am from Austria (Rainhard Fendrich, Titus Hoffmann)
- 2017 UA "Kopfkino" (Peter Lund, Thomas Zaufke)
- 2017 UA "Six" (Toby Marlow, Lucy Moss)
- 2017 UA "Shout Sister Shout!" (Cheryl L. West)
- 2017 UA "The Band" / "Greatest Days" (Gary Barlow, Tim Firth)
- 2017 UA "The Prince of Egypt" (Stephen Schwartz, Philip LaZebnik)
- 2017 UA "Titanique" (Céline Dion, Tye Blue, Marla Mindelle und Constantine Rousouli)
- 2017 UA "Die große Heinz-Erhardt-Show" (Ralf Steltner, Karl-Heinz Wellerdiek)
- 2017 UA "The Choir of Man" (Nic Doodson, Andrew Kay)
- 2018 UA "Around the World in 80 Days" (Gary Barlow und Eliot Kennedy)
- 2018 UA "Beetlejuice" (Eddie Perfect, Scott Brown und Anthony King)
- 2018 UA "Die Eiskönigin" (Kirsten Anderson-Lopez, Robert Lopez)
- 2018 UA "Das Dschungelbuch" (Paul Graham Brown, Birgit Simmler)
- 2018 UA "Fack ju Göhte" (Simon Triebel, Kevin Schroeder)
- 2018 UA "Welcome to Hell" (Peter Lund, Peter M. Nahmer)
- 2018 UA "Wie im Himmel" (Fredrik Kempe, Carin Pollak, Kay Pollak)
- 2018 "Jagged Little pill" (Alanis Morissette)
- 2018 UA "Matterhorn" (Michael Kunze, A. Hammond)
- 2018 UA "Jana & Janis" (Lukas Nimscheck, Constanze Behrends)
- 2018 UA "King Kong" (Marius de Vries, Eddie Perfect, Jack Thorne)
- 2018 UA "Moulin Rouge!" (John Logan)
- 2018 UA "The Cher Show" (Rick Elice)
- 2018 UA "Tschüssikowski" (Martin Lingnau, Heiko Wohlgemuth)
- 2018 UA "Wahnsinn – das Musical" (Martin Lingnau, Heiko Wohlgemuth)
- 2018 UA "Twelfth Night – Was ihr wollt" (Shaina Taub)
- 2019 UA "Berlin, Berlin" (Christoph Biermeier)
- 2019 "Der Mann mit dem Lachen" (Frank Nimsgern)
- 2019 "Der Medicus" (Iván Macías, Félix Amador)
- 2019 "& Juliet", dt. "& Julia" (Max Martin, David West Read)
- 2019 "Diana" (David Bryan, Joe DiPietro)
- 2019 "Mrs. Doubtfire" (Karey Kirkpatrick und Wayne Kirkpatrick, John O’Farrell)
- 2019 UA "Yesterdate" (Heribert Feckler, Marie-Helen Joël)
- 2019 UA "Martin Luther King – Ein Traum verändert die Welt" (Hanjo Gäbler und Christoph Terbuyken, Andreas Malessa)
- 2019 UA "Two Strangers (Carry a Cake Across New York)" (Jim Barne, Kit Buchan)
- 2020 UA "Back to the Future" (Alan Silvestri, Glen Ballard, Robert Zemeckis, Bob Gale)
- 2020 "Dreamland (Chris Miller, Nathan Tysen)"
- 2020 "Zeppelin" (Frank Nimsgern, Ralph Siegel)
- 2020 UA "The Famous Door on Swing Street" (Thilo Wolf, Ewald Arenz)
- 2021 UA "Freedom" (Frank Nimsgern)
- 2021 UA "Goethe!" (Martin Lingnau, Gil Mehmert)
- 2021 UA "Kimberly Akimbo" (Jeanine Tesori, David Lindsay-Abaire)
- 2021 UA "Kudamm 56" (Peter Plate, Ulf Leo Sommer)
- 2021 UA "A Wonderful World – The Louis Armstrong Musical" (Louis Armstrong, Branford Marsalis, Aurin Squire)
- 2022 "Das Fräulein Wunder" (Stefan Hiller, Murat Yeginer)
- 2022 UA "MJ – Das Michael Jackson Musical" (Michael Jackson, Lynn Nottage)
- 2022 UA "Die Bremer Stadtmusikanten" (Juri Kannheiser, Isabelle Flachsmann)
- 2022 UA "Oh läck du mir!" (Charles Lewinsky, Trio Eugster)
- 2022 UA "Hundertwasser – Das Musical" (Stefan Holoubek, Rolf Rettberg)
- 2022 UA "Jack the Ripper" (Frank Nimsgern)
- 2022 UA "Paul & Gretel – kein Märchen" (Peter Menger)
- 2022 UA "Snow White and Me" (Pipa Cleary, Ronald Krushak, Philip Lazebnik)
- 2022 UA "Blind Date" (Sam Verhoeven, Allard Blom)
- 2022 US "101 Dalmatians" (Douglas Hodge, McKnight)
- 2022 UA "Shucked" (Brandy Clark, Shane McAnally, Robert Horn)
- 2022 UA "Tammy Faye" (Elton John, Jake Shears, James Graham)
- 2022 UA "Spirited" (Dominic Lewis)
- 2022 UA "The Notebook" (Ingrid Michaelson, Bekah Brunstetter)
- 2023 "1648 – Macht. Liebe. Intrige." (Florian Albers, Michael Przewodnik)
- 2023 UA "Boop! The Musical" (David Foster, Susan Birkenhead, Bob Martin)
- 2023 "Currywurst und Caviar" (Christopher Kotoucek)
- 2023 UA "Der Duft von Wirklichkeit" (Werner Bauer, mit Musik von Werner Richard Heymann)
- 2023 "Dream King" (Nic Raine, Janet Marie Chvatal und Marc Gremm)
- 2023 UA "Falco – Rock me Amadeus" (Michael Römer)
- 2023 UA "Ein bißchen Frieden" (Ralph Siegel)
- 2023 UA "Bucket List" (Shlomi Shaban, Yael Ronen)
- 2023 UA "Fanny's Farm" (Fredrik Kempe, Edward af Sillén und Daniel Réhn)
- 2023 UA "Here We Are" (Stephen Sondheim, David Ives)
- 2023 UA "Kasimir und Karoline" (Jherek Bischoff, Martin G. Berger, Martin Mutschler)
- 2023 UA "Pferd frisst Hut" (Herbert Grönemeyer, Sabrina Zwach)
- 2023 UA "Die Rückkehr von Peter Pan" (Stephen Keeling, Shaun McKenna)
- 2023 UA "Schäl Sick Story" (Bläck Fööss, King Loui, Ralf Borgartz)
- 2023 UA "Abenteuerland – Das Musical mit den Hits von Pur" (Hartmut Engler / Ingo Reidl, Martin Flohr)
- 2023 UA "Real Women Have Curves" / "Echte Frauen haben Kurven" (Joy Huerta, Benjamin Velez, Lisa Loomer, Nell Benjamin)
- 2023 UA "Romeo & Julia – Liebe ist alles" (Peter Plate, Ulf Leo Sommer, Joshua Lange)
- 2023 "SIXties Girls" (Paul Glaser, Steve Ray, Jutta Elenz)
- 2023 UA "The Great Gatsby" (Jason Howland, Nathan Tysen, Kait Kerrigan)
- 2023 UA "Vermisst! oder: Was geschah mit Agatha Christie?" (Paul Graham Brown, James Edward Lyons)
- 2023 UA "Woyzeck" (Manuel de Rien, Oliver Graf)
- 2024 UA "Cinderella – Wo drückt der Schuh?" (Ephraim Peise, Benjamin Sahler)
- 2024 UA "Die Königinnen." Ein Musicalthriller über Maria Stuart und Elisabeth I. (Thomas Zaufke, Henry Mason)
- 2024 UA "Come alive" (Benj Pasek, Justin Paul, Jenny Bicks)
- 2024 UA "Elise & Paul" (Laura Oswald, Raphael Binde, Titus Hoffmann)
- 2024 Falling in Love (Jasmin Shakeri, Daniel Behrens, Oliver Hoppmann)
- 2024 UA "Kudamm 59" (Peter Plate, Ulf Leo Sommer)
- 2024 UA "Kick it Like a Woman" (Stephan Kanyar, Constanze Behrends)
- 2024 UA "Der Tod steht ihr gut" / "Death Becomes Her" (Julia Mattison, Noel Carey, Marco Pennette)
- 2024 UA "Die Gänsemagd" (Lukas Nimscheck, Franziska Kuropka)
- 2024 "Oh! Oh! Amelio!" (Thomas Pigor, Konrad Koselleck)
- 2024 UA "Trash Island" (Tom van Hasselt)
- 2024 UA "Berlin Non Stop" (Thomas Zaufke, Thomas Hermanns)
- 2024 UA "Tage draußen / Los Días afuera" (Ulises Conti, Inés Copertino, Lola Arias)
- 2024 DE "Und täglich grüßt das Murmeltier" (Tim Minchin, Danny Rubin)
- 2024 UA "Hello! Again?" (Howard Carpendale, Thomas Hermanns)
- 2024 UA "Nuremberg '45" (Philipp Polzin, Christian Dellacher)
- 2024 UA "Redwood" (Kate Diaz, Tina Landau)
- 2024 UA "Twist!" (Peter Hofbauer)
- 2024 UA "Zauberflöte – das Musical" (Frank Nimsgern, Benjamin Sahler)
- 2025 UA "50 erste Dates" (David Rossmer, Steve Rosen)
- 2025 UA "Berlin is ja so gross" (Harry Ermer, Guntbert Warns)
- 2025 UA "Brandner Kaspar" (Christian Auer, Karl-Heinz Hummel)
- 2025 UA "Bring me Edelweiss" (Christian Deiß, Peter Hofbauer, Markus Gull)
- 2025 UA "Bülowstrasse" (Konstantin Scherer, Robin Haefs, Wim Treuner, Juri Sternburg)
- 2025 UA "Love, Amy. The Musical World of Amy Winehouse" (Amy Winehouse, Kevin Schroeder)
- 2025 UA "Die Amme" (Peter Plate, Ulf Leo Sommer)
- 2025 UA "Die Schlümpfe" (Francesco Cottone, Jan Schuba)
- 2025 UA "Die weisse Rose" (Alex Melcher, Vera Bolten)
- 2025 UA "Dogs – Hunde, die singen, beißen nicht" (Tanja Krauth, Michael Fajgel)
- 2025 UA "Dr. Horrible’s Sing-Along Blog" (Joss Whedon, Zack Whedon, Maurissa Tancharoen, Jed Whedon)
- 2025 UA "Einstein – A Matter Of Time" (Frank Wildhorn, Gil Mehmert und Frank Ramond)
- 2025 UA "Artus – der junge König" (Peter Allwood, Joanna Horton, Jeremy James Taylor und Frank Whately)
- 2025 UA "Augustin" (Wolfgang Ambros, Thomas Kahry und Christoph Weyers)
- 2025 UA "Fahrenheit 451" (Radiohead, Ray Bradbury)
- 2025 UA "Just in Time" (Bobby Darin, Warren Leight und Isaac Oliver)
- 2025 UA "Maria Theresia" (Dieter Falk und Paul Falk, Thomas Kahry)
- 2025 UA "Military Wives – The Musical" (Debbie Isitt)
- 2025 UA "Mindcraft" (Carolin Anna Pichler, Kate Watson, Wolfgang Götz, Sarah Henker)
- 2025 UA "Mitten im Gesicht" (Gerald Schuller, Peter Lund)
- 2025 UA "Mörder unter sich" (Maricel Wölk)
- 2025 UA "Rettet Mozart" / "Saving Mozart" (Charli Eglinton)
- 2025 UA "Seele für Seele – Freischütz das Musical" (Frank Nimsgern, Birgit Simmler)
- 2025 UA "Skiverliebt" (Martin Lingnau, Frank Ramond, Anna Lukasser-Weitlaner)
- 2025 UA "Smash" (Marc Shaiman, Scott Wittman, Rick Elice, Bob Martin)
- 2025 UA "Süßes Gold" (Tom van Hasselt)
- 2025 UA "The Olympians – An Epic Musical" (Peter Mills, Clara Reichel)
- 2025 UA "Verbrechen – Tanatas Teeschale" (Wolfgang Böhmer, Fabian Gerhardt und Kamil „Demian“)
- 2025 UA "Walpurga – das Musical" (Ronny Große)
- 2025 UA "Wunder" (A Great Big World (Ian Axel und Chad King), Sarah Ruhl)
- 2026 UA "Black Swan" (Dave Malloy, Jen Silverman)
- 2026 UA "Der Schimmelreiter" (Dennis Martin)
- 2026 UA "Monte Christo" (Stephen Weiner, Peter Kellogg)
- 2026 UA "The Greatest Showman" (Benj Pasek, Justin Paul, Tim Federle)
- 2026 UA "Wir sind am Leben" (Peter Plate, Ulf Leo Sommer)